# الرابطة الكندية للحقوق
الرابطة الكندية للحقوق كان الفرع الكندي من الرابطة الأسترالية للحقوق لإريك باتلر. بعد جولات التحدث في كندا في منتصف الستينيات سعى إريك بتلر إلى إنشاء نسخة محلية لمنظمته. تم تشكيل الرابطة في عام 1968.
تم تشغيل الرابطة لمعظم فترة وجودها بواسطة رون غوستيك وباتريك والش. مثل المنظمات الشقيقة تلتزم الرابطة بالائتمان الاجتماعي ومعاداة السامية. الأكاديمي ستانلي باريت مؤلف كتاب هل الله عنصري؟ اقترح الجناح الأيمن في كندا والعديد من الدراسات العرقية والعرقية في كندا أن الرابطة كان لديها 10.000 عضو في ذروتها. تم وصف الرابطة بأنها «واحدة من أكبر الجماعات المعادية للسامية وأفضلها تنظيمًا في كندا».
تم ربط الرابطة بمجموعات مختلفة مثل التحالف من أجل الحفاظ على اللغة الإنجليزية في كندا وأدار خدمة كتب لبيع مواد إنكار الهولوكوست. انعقد المؤتمر الثالث لرابطة الحقوق التابعة لتاج الكومنولث عام 1983 في كندا. دعمت الرابطة جولة في كندا قام بها ديفيد ايرفينغ في عام 1991.